# Wang Yafan
Dit is een Chinese naam; de familienaam is Wang.
Wang Yafan (Nanjing, 30 april 1994) is een tennisspeelster uit China. Wang begon met tennis toen zij negen jaar oud was. Haar favoriete ondergrond is hardcourt. Zij speelt rechtshandig en heeft een tweehandige backhand. Zij is actief in het internationale tennis sinds 2010.

## Loopbaan
Wang speelde in 2010 voor het eerst in de hoofdtabel van een ITF-toernooi, in de grote havenstad Ningbo (China). In het enkelspel kwam zij niet voorbij de tweede ronde, maar in het dubbelspel won zij de titel, samen met landgenote Yang Zhaoxuan. Tot op heden(augustus 2023) won zij zestien ITF-enkelspeltitels plus zeven in het dubbelspel.
In 2013 speelde Wang voor het eerst op een WTA-hoofdtoernooi, op het toernooi van Suzhou, waar zij met een wildcard was toegelaten tot het enkelspel.
Wang stond in 2015 voor het eerst in een WTA-finale, in het dubbelspel op het toernooi van Shenzhen, samen met landgenote Liang Chen – zij verloren van de Oekraïense tweeling Ljoedmyla en Nadija Kitsjenok. Twee maanden later veroverde Wang haar eerste WTA-titel, op het toernooi van Kuala Lumpur, samen met landgenote Liang Chen, door het Oekraïense koppel Joelija Bejhelzymer en Olha Savtsjoek te verslaan. Aan het einde van het seizoen 2015 won zij het B-kampioenschap van de WTA, weer met Liang Chen.
Wang stond in 2018 voor het eerst in een WTA-enkelspelfinale, op het toernooi van Zhengzhou – zij verloor van landgenote Zheng Saisai. Haar eerste WTA-enkelspeltitel won zij in 2019 in Acapulco – in de finale versloeg zij de Amerikaanse Sofia Kenin.
In 2023 won Wang haar tweede WTA-enkelspeltitel, op het toernooi van Stanford – als kwalificante bereikte zij de finale, waar zij Kamilla Rachimova versloeg.
Tot op heden(augustus 2023) won zij zeven WTA-titels in het dubbelspel, de meest recente in 2018 in Bol, samen met de Colombiaanse Mariana Duque Mariño.

### Tennis in teamverband
In de periode 2016–2019 maakte Wang deel uit van het Chinese Fed Cup-team – zij behaalde daar een winst/verlies-balans van 9–2.

## Posities op deWTA-ranglijst
Positie per einde seizoen:
| jaar | rang enkelspel | rang dubbelspel |
| ---- | -------------- | --------------- |
| 2012 | 520            | 847             |
| 2013 | 313            | 356             |
| 2014 | 191            | 158             |
| 2015 | 135            | 57              |
| 2016 | 117            | 70              |
| 2017 | 168            | 361             |
| 2018 | 73             | 79              |
| 2019 | 48             | 68              |
| 2020 | 94             | 79              |
| 2021 | 300            | 114             |
| 2022 | 418            | 826             |

## Palmares
| Legenda                 |
| ----------------------- |
| Grandslamtoernooi       |
| Olympische Spelen       |
| Year-End Championships  |
| Premier Mandatory       |
| Premier Five / WTA 1000 |
| Premier / WTA 500       |
| International / WTA 250 |
| Challenger / WTA 125    |

### WTA-finaleplaatsen enkelspel
| nr.              | finale     | toernooi      | ondergrond | tegenstandster    | score         |         |
| ---------------- | ---------- | ------------- | ---------- | ----------------- | ------------- | ------- |
| gewonnen finales |            |               |            |                   |               |         |
| 1.               | 2019-03-02 | WTA Acapulco  | hardcourt  | Sofia Kenin       | 2-6, 6-3, 7-5 | details |
| 2.               | 2023-08-19 | WTA Stanford  | hardcourt  | Kamilla Rachimova | 6-2, 6-0      | details |
| verloren finales |            |               |            |                   |               |         |
| 1.               | 2018-04-22 | WTA Zhengzhou | hardcourt  | Zheng Saisai      | 7-5, 2-6, 1-6 | details |

### WTA-finaleplaatsen vrouwendubbelspel
| nr.              | finale     | toernooi         | ondergrond    | partner              | tegenstandsters                                | score             |         |
| ---------------- | ---------- | ---------------- | ------------- | -------------------- | ---------------------------------------------- | ----------------- | ------- |
| gewonnen finales |            |                  |               |                      |                                                |                   |         |
| 1.               | 2015-03-08 | WTA Kuala Lumpur | hardcourt     | Liang Chen           | Joelija Bejhelzymer Olha Savtsjoek             | 4-6, 6-3, [10-4]  | details |
| 2.               | 2015-11-08 | WTA Elite Trophy | hardcourt (i) | Liang Chen           | Anabel Medina Garrigues Arantxa Parra Santonja | 6-4, 6-3          | details |
| 3.               | 2015-11-15 | WTA Hua Hin      | hardcourt     | Liang Chen           | Varatchaya Wongteanchai Yang Zhaoxuan          | 6-3, 6-4          | details |
| 4.               | 2017-11-12 | WTA Hua Hin      | hardcourt     | Duan Yingying        | Dalila Jakupović Irina Chromatsjova            | 6-3, 6-3          | details |
| 5.               | 2018-02-04 | WTA Taiwan       | hardcourt (i) | Duan Yingying        | Nao Hibino Oksana Kalasjnikova                 | 7-6, 7-6          | details |
| 6.               | 2018-04-22 | WTA Zhengzhou    | hardcourt     | Duan Yingying        | Naomi Broady Yanina Wickmayer                  | 7-6, 6-3          | details |
| 7.               | 2018-06-10 | WTA Bol          | gravel        | Mariana Duque Mariño | Sílvia Soler Espinosa Barbora Štefková         | 6-3, 7-5          | details |
| verloren finales |            |                  |               |                      |                                                |                   |         |
| 1.               | 2015-01-10 | WTA Shenzhen     | hardcourt     | Liang Chen           | Ljoedmyla Kitsjenok Nadija Kitsjenok           | 4-6, 6-7          | details |
| 2.               | 2015-08-02 | WTA Nanchang     | hardcourt     | Chan Chin-wei        | Chang Kai-chen Zheng Saisai                    | 3-6, 6-4, [3-10]  | details |
| 3.               | 2016-03-06 | WTA Kuala Lumpur | hardcourt     | Liang Chen           | Varatchaya Wongteanchai Yang Zhaoxuan          | 6-4, 4-6, [7-10]  | details |
| 4.               | 2019-02-03 | WTA Hua Hin      | hardcourt     | Anna Blinkova        | Irina-Camelia Begu Monica Niculescu            | 6-2, 1-6, [10-12] | details |
| 5.               | 2020-03-08 | WTA Monterrey    | hardcourt     | Miyu Kato            | Kateryna Bondarenko Sharon Fichman             | 6-4, 3-6, [7-10]  | details |

## Resultaten grandslamtoernooien
| Legenda | Legenda                          |
| ------- | -------------------------------- |
| g.t.    | geen toernooi gehouden           |
| l.c.    | lagere categorie                 |
| –       | niet deelgenomen                 |
| G       | uitgeschakeld in de groepsfase   |
| 1R      | uitgeschakeld in de eerste ronde |
| 2R      | uitgeschakeld in de tweede ronde |
| 3R      | uitgeschakeld in de derde ronde  |
| 4R      | uitgeschakeld in de vierde ronde |
| KF      | uitgeschakeld in de kwartfinale  |
| HF      | uitgeschakeld in de halve finale |
| F       | de finale verloren               |
| W       | het toernooi gewonnen            |
| w-v     | winst/verlies-balans             |

### Enkelspel
| toernooi        | 2016 |    | 2018 | 2019 | 2020 | 2021 |
| --------------- | ---- | -- | ---- | ---- | ---- | ---- |
| Australian Open | 1R   | –  | 2R   | 1R   | 1R   |      |
| Roland Garros   | –    | 1R | 1R   | –    | –    |      |
| Wimbledon       | –    | 1R | 2R   | g.t. | 1R   |      |
| US Open         | 2R   | 2R | 1R   | –    | –    |      |

### Vrouwendubbelspel
| toernooi        | 2015 | 2016 | 2017 | 2018 | 2019 | 2020 | 2021 |
| --------------- | ---- | ---- | ---- | ---- | ---- | ---- | ---- |
| Australian Open | –    | 2R   | –    | 1R   | 2R   | 1R   | 1R   |
| Roland Garros   | 1R   | 2R   | –    | 1R   | 2R   | –    | 2R   |
| Wimbledon       | 1R   | 1R   | –    | 1R   | 3R   | g.t. | 1R   |
| US Open         | –    | 1R   | 2R   | 1R   | 1R   | –    | –    |

### Gemengd dubbelspel
| toernooi        | 2016 |
| --------------- | ---- |
| Australian Open | –    |
| Roland Garros   | –    |
| Wimbledon       | 1R   |
| US Open         | –    |